# Will Cook
William Everett Cook, förkortat Will Cook, född 1921 i Indiana, USA, död 1964, var en amerikansk författare som skrev västernromaner som Will Cook och Frank Peace. Han använde pseudonymen Wade Everett tillsammans med Giles A. Lutz och pseudonymen James Keene tillsammans med Ida Cook.

## Biografi
Cook lämnade föddes i Indiana, men lämnade hemorten för att ta värvning i amerikanska kavalleriet men övergick sedan till amerikanska flygvapnet. Under andra världskriget var han pilot i södra Stilla havet. Efter krigsslutet flög han mindre plan i Alaska och blev sedan vicesheriff i norra Kalifornien.
Cook började skriva 1951 och i mars 1953 publicerades hans tre första noveller i kiosktidningar innehållande westernberättelser. 1954 romandebuterade Cook med Frontier feud, som 1956 filmades i regi av Lesley Selander som Quincannon, Frontier Scout och med svensk titel Gränspatrullen.
Mellan 1951 och 1955 publicerade Cook de flesta av sina sextio noveller eller kortromaner. Mellan 1951 och 1964 publicerades femtio romaner under namnen Will Cook, Frank Peace, James Keene och Wade Everett.
Romanen Comanche captives utgav ursprungligen som följetong i The Saturday Evening Post 14 mars 1959-25 april 1959 och filmades 1961 i regi av John Ford som Two rode togehter och med svensk titel Två red tillsammans.
Cook berättade ofta om kavalleriet och varierande indianstammar. Dessa berättelser har enligt författarens ursprungliga önskan samlats i den integrerade trilogin A saga of Texas, uppdelad som Until day Breaks (1999), Until shadows Fall (2000) och Until darkness disappears (2001) (samtliga publicerade av Five Star Westerns).
Cook var intresserad av sportbilar, racing och båtar. Han höll på med att bygga ett segelfartyg för att tillsammans med familjen kunna segla till Polynesien när han 1964 som 42-åring dog av en hjärtattack.
2002 utkom The devil's roundup and other stories, som innehåller kortromanerna The barb wire war, The big kill, The range that hell forgot, The devil's roundup och The sheriffs lady. Samtliga berättelser skrevs mellan mars 1953 och februari 1954 och två av dem utgavs ursprungligen under pseudonymen Frank Peace.
Flera av Cooks böcker har översatts till svenska och utgivits av Wennerbergs Förlag.

### Som Will Cook och Freank Peace
- Frontier feud (1954)
- Prairie guns (1954)
- Easy money (1955) som Frank Peace
- Fury at Painted Rock (1955)
- Bullet range (1955) (Den obesegrade 1961, Pyramid 148) (ursprungligen annonserat att de skulle utges under pseudonymen Wade Everett)
- Sabrina Kane (1956)
- Trumpets to the west (1956)
- Lone hand from Texas (1957) (För hård att tämja 1964, Pyramid 229)
- Apache ambush (1958)
- Badman's holiday (1958)
- Elizabeth, by name (1958) även kallad The crossing
- Guns of north Texas (1958)
- The Wind River Kid (1958)
- Seven for vengeance (1958) som Frank Peace
- Comanche captives (1959) även kallad Two rode together (1961) (Comanchernas fångar 1960, Pyramid 132)
- The outcasts (1959) (De förlorade 1967, Pyramid 268)
- Killer behind a badge (1960) (I skydd av lagen 1961, Pyramid 145)
- Outcast of Cripple Creek (1960)
- The wranglers (1960) (Vildhästars land 1961, Pyramid 141)
- The peacemakers (1961)
- The breakthrough  (1963)
- The tough Texan (1963)
- Last command (1964) (Sista kommandot 1968, Pyramid 284)
- Ambush at Antlers Spring (1967)
- The Apache fighter (1967) (Indianernas överman 1969, Pyramid 286)
- The drifter (1969)
- The rain tree (1996)
- The last scout (1997)

### Som James Keene
- The Texas pistol (1955)
- The brass and the blue (1956)
- Justice, my brother (1957)
- Seven for vengeance (1958)
- McCracken in command (1959) (Sista utposten 1962, Pyramid 179)
- The posse from gunlock (1959)
- Iron man, iron horse (1960)
- Sixgun wild (1960) (första boken om Charlie Gunnison)
- Gunman's harvest (1960) (Revolverskörd 1962, Pyramid 175)
- Gunnison's empire (1963) (Byte för gamar 1965, Pyramid 241) (andra boken om Charlie Gunnison)
- Broken gun (1964)
- The horse trader (1964)